# Fokker D.XVII
Fokker D.XVII byl nizozemský dvouplošný stíhací letoun vzniklý v 30. letech 20. století u společnosti Fokker. 

## Konstrukce
Jednalo se o dvouplošník s trupem svařeným z ocelových trubek potaženým plátnem a křídly dřevěné konstrukce potaženými překližkou.
Prototyp byl poháněný nepřeplňovaným vidlicovým dvanáctiválcem Curtiss Conqueror o výkonu 500 hp (372,8 kW), sériové stroje měly vidlicové dvanáctiválce Rolls-Royce Kestrel IIS o výkonu 434 kW. D.XVII (trupové č. 209) létal pokusně s francouzskou pohonnou jednotkou Lorraine Pétrel. Existovaly i plány na variantu s motorem Hispano-Suiza  12Xbre.

## Operační historie
18. ledna 1935 letoun (trupové č. 210) pilotovaný poručíkem René Wittertem van Hoogland získal nizozemský výškový rekord 10 180 m. Poháněn byl motorem Hispano-Suiza 12Ybrs.
V řadové službě byl typ piloty oblíben, ačkoliv trpěl řadou nedostatků a problémů, které byly příčinou nehod, většinou převrácení během vzletu nebo přistání. V květnu 1939 byl D.XVII prohlášen za zastaralý, a převeden do role cvičného stroje pro pokračovací výcvik stíhacích pilotů. Stroj se nicméně dočkal omezeného bojového nasazení během bitvy o Nizozemsko, kdy 12. 5. 1940 působil jako doprovodný stíhač lehkých bombardérů Fokker C.V a C.X. Po kapitulaci nizozemských ozbrojených sil byly zbývající stroje spáleny aby nepadly do rukou Wehrmachtu.
Britský výrobce Airspeed Ltd. získal licenční práva k typu, který chtěl vyrábět pod označením Airspeed AS.17, ale  plánovaná zakázka pro Řecké královské letectvo nebyla realizována z důvodu finančních problémů zákazníka.

## Specifikace

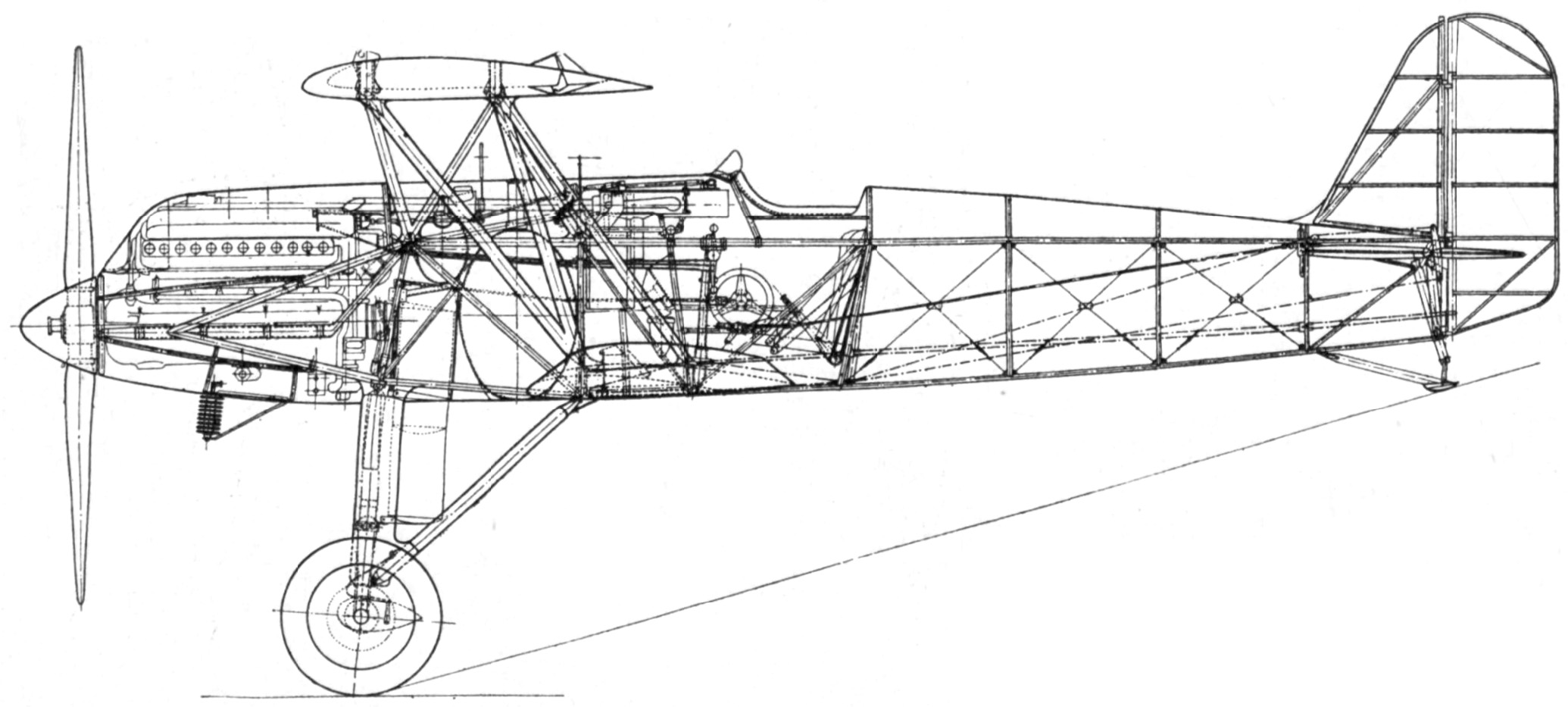
Bokorys (původně otištěný v časopise L'Aérophile v květnu 1932)

### Technické údaje
- Osádka: 1 (pilot)
- Rozpětí: 9,60 m
- Délka: 7,25 m
- Výška: 3,00 m
- Prázdná hmotnost: 1 070 kg
- Vzletová hmotnost: 1 530 kg
- Pohonná jednotka: 1 × kapalinou chlazený dvanáctiválcový vidlicový motor Rolls Royce Kestrel IIS
- Výkon pohonné jednotky: 434 kW (595 hp)

### Výkony
- Maximální rychlost: 356 km/h
- Dolet: 849 km
- Praktický dostup: 8 750 m

### Výzbroj
- 2 × synchronizovaný kulomet ráže 7,92 mm